# نواب وقارالملک
نواب وقارالملک کامبو یا نواب وقارالملک مولوی, (۲۴ مارس ۱۸۴۱ – ۲۷ ژانویه ۱۹۱۷) متولد میروت، از سیاستمدارهای مسلمان هندوستان و از مؤسسین مسلم لیگ کل هند بود.

#### زندگی نامه
نواب وقار الملک در تاریخ 19 ژوئیه 1841 در شهر حیدرآباد دکن، واقع در جنوب هند، به دنیا آمد. خانواده او از خانواده‌های برجسته و سرشناس در منطقه بودند و او از دوران کودکی در محیطی فرهنگی و علمی رشد کرد. تحصیلات ابتدایی و متوسطه خود را در مدارس محلی حیدرآباد گذراند و سپس برای ادامه تحصیل به انگلستان رفت. در انگلستان، او در دانشگاه آکسفورد به تحصیل در رشته‌های حقوق و علوم سیاسی پرداخت و با دستیابی به مدرک تحصیلات عالی، به زودی به عنوان یک وکیل و کارشناس برجسته در این زمینه شناخته شد.
پس از بازگشت به هند، نواب وقار الملک به سرعت وارد عرصه سیاست و فعالیت‌های اجتماعی شد و به عنوان یکی از اعضای برجسته حزب مسلم لیگ شناخته شد. او به عنوان یک وکیل و سیاستمدار، به دلیل توانمندی‌هایش در مسائل حقوقی و مدیریتی، به سرعت به شهرت رسید و به عنوان یکی از مشاوران و همکاران نزدیک محمد علی جناح، بنیان‌گذار پاکستان، شناخته شد.
نواب وقار الملک نقش مهمی در جنبش استقلال مسلمانان هند و تأسیس پاکستان ایفا کرد. او به عنوان یکی از مشاوران اصلی و فعالان سیاسی، به تبیین اهداف جنبش مسلم لیگ و تلاش برای تحقق استقلال مسلمانان پرداخت و به خاطر خدماتش در این زمینه، مورد احترام و تقدیر قرار گرفت. او همچنین به عنوان یکی از حامیان اصلی تأسیس پاکستان، به فعالیت‌های گسترده‌ای برای تحقق این هدف پرداخت و به دلیل تلاش‌هایش در این زمینه، به عنوان یکی از پیشگامان جنبش استقلال شناخته شد.